# アポロ嘉男
アポロ 嘉男（アポロ よしお、1951年1月30日 - ）は、日本の元プロボクサー。元西日本ボクシング協会会長。本名は度紀 嘉男（とき よしお）。大阪府出身。現役時代の所属は親和ボクシングジム。

## 経歴
- 1951年1月30日、大阪府出身。
- 1968年2月28日、対和田勉戦にてデビュー。デビュー戦は2ラウンドKO勝ちであった。
- 1973年3月6日、福岡県福岡市の九電記念体育館でWBC世界ジュニアライト級王者：リカルド・アルレドンド（ メキシコ）に挑戦。15回を戦い抜くが判定で敗れ、世界王座奪取に失敗。
- 1974年3月14日、富山県富山市の富山市体育館（現在の富山市総合体育館に建て替えられる前の施設）で、WBA世界ジュニアライト級王者：ベン・ビラフロア（ フィリピン）に挑戦、15回引き分けで王座奪取にまたも失敗。
- 二度の世界王座挑戦失敗後、1975年4月7日に大阪でリトル・ガレゴ（ フィリピン）を相手に東洋ジュニアライト級王座決定戦を戦い、11回KO勝ちで東洋王座を獲得した。その後、東洋王座を3度防衛。
- 1977年8月27日、WBA世界ジュニアライト級王者：サムエル・セラノ（ プエルトリコ）を相手に敵地プエルトリコ・サンフアンで3度目となる世界王座挑戦を戦ったが、セラノの技巧の前に大差の判定負けを喫して王座獲得は成らなかった。
- 1977年11月20日、フィリピンのバギオでレイ・タム（ フィリピン）を相手に東洋王座4度目の防衛戦を行ったが、12回判定負けを喫して王座転落。この試合を最後に現役を引退した。
- 現役引退後はアポロボクシングジムを開設、トレーナーとして後進の指導に当たる。また、テレビのボクシング中継解説も務めている。
- 2010年2月の西日本ボクシング協会会長選挙に当選し[1][2]、4月1日に就任した。
- 2010年5月1日、大阪府大阪市淀川区役所前交差点そばの阪急高架下の淀川北岸線（淀川通り）拡幅・改良工事が行われ、双方向道路が完成[3]。その際、住民の方々の早期着工の願いを聞き、岡本茂雄と共にマスコミに働きかけ道路拡幅工事計画状況をテレビや新聞が取り上げた。この働きかけが功を奏し早期着工の道が開かれ完成に至った経緯がある。
- 2010年10月西日本ボクシング協会（度紀嘉男会長）は15日、大阪市で定例理事会を開き、国内で興行できない世界ボクシング機構（WBO）と国際ボクシング連盟（IBF）への加盟を日本ボクシングコミッション（JBC）に求めるよう、上部組織の日本ボクシング協会（JPBA）に要望することを決めた。30日のJPBA理事会で提案し、 2011年12月23日JPBAは定例理事会を開き、IBFとWBOへの加盟をJBCに正式要請することを決定した。2013年4月1日加盟に至った。（朝日新聞）
- 2010年12月7日、協会主催の西日本新人王戦にヘビー級を新設する事が決定。アポロ嘉男会長は「新たな門戸を開くことでヘビー級選手を増やし、将来、日本全国に重量級を普及させたい為」と述べている。
- 2011年2月27日、西日本協会加盟ジムA級選手対象に3か月に1度、最も活躍した選手を選出する「季間最優秀選手賞」を新設。
- 2011年9月13日、西日本協会加盟ジムの練習生を対象に独自の協会見舞金を設けた。スパーリングなどトレーニング中の事故を対象に見舞金等を出す。会長は「事故を起こさないに限るが、万が一に備えたい」と述べている。
- 2013年2月10日、2013年3月末任期満了で西日本ボクシング協会協会長を退任（後任は井岡弘樹）。
- 2013年3月1日。新人王西軍代表決定戦を一本化し[4]、大阪開催を固定。

## 現役時代の戦績
- 45戦32勝（12KO）9敗4分
- 東洋ジュニアライト級王座 3度防衛